# لانائو جنوبی
لانائو جنوبی یا لانائو دل سور (Lanao del Sur) یکی از استان‌های کشور فیلیپین است. این استان در جنوب این کشور قرار گرفته است و بخشی از جزیره میندانائو به شمار می‌رود.
مرکز این استان شهر ماراوی است. جمعیت آن بیش از هشتصد هزار نفر است. مساحت این استان سه هزار و هشتصد کیلومتر مربع است .